# Arawacus
Genre
Arawacus est  un genre d'insectes lépidoptères - ou papillons de la famille des Lycaenidae, sous-famille des Theclinae, tribu des Eumaeini et du groupe du genre Thereus.

## Dénomination
- Le genre a été décrite par l'entomologiste William James Kaye en 1904[1].
- L'espèce type pour le genre est Papilio linus (Sulzer)

### Synonymie
- Polyniphes (Kaye, 1904)[2]
- Dolymorpha (Holland, 1931)[3]
- Tigrinota (Johnson, 1992)[4]

## Taxinomie
Liste des espèces 
- Arawacus aethesa (Hewitson, 1867)
- Arawacus aetolus (Sulzer, 1776)
- Arawacus binangula (Schaus, 1902)
- Arawacus dolylas (Cramer, 1777)
- Arawacus dumenilii (Godart, [1824])
- Arawacus ellida (Hewitson, 1867)
- Arawacus euptychia (Draudt, 1920)
- Arawacus hypocrita (Schaus, 1913)
- Arawacus jada (Hewitson, 1867)
- Arawacus leucogyna (C. & R. Felder, 1865)
- Arawacus lincoides (Draudt, 1917)[6]
- Arawacus meliboeus (Fabricius, 1793)
- Arawacus separata (Lathy, 1926)
- Arawacus sito (Boisduval, 1836)
- Arawacus tadita (Hewitson, 1877)
- Arawacus tarania (Hewitson, 1868)
- Arawacus togarna (Hewitson, 1867)[7]

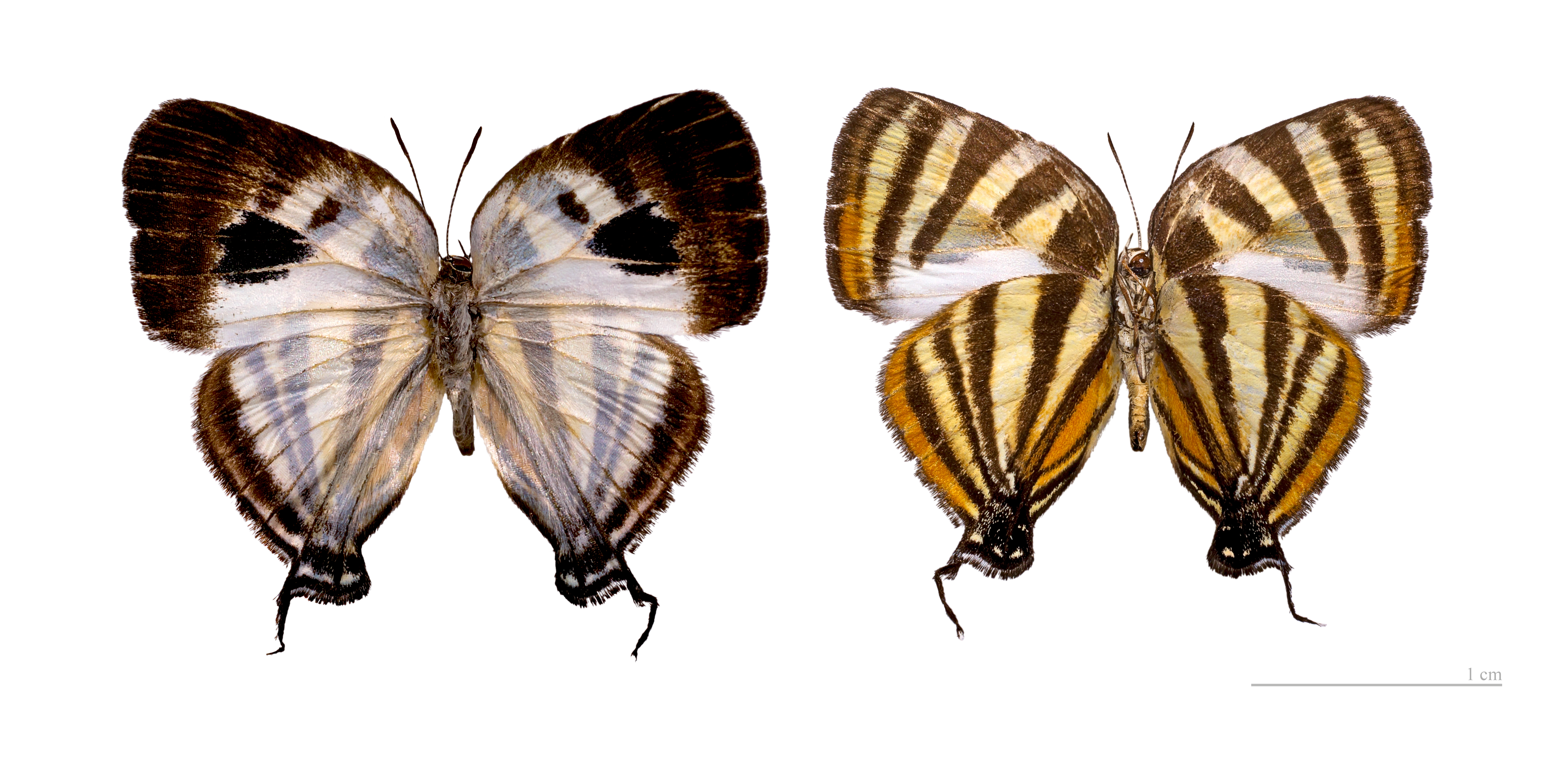
Arawacus aetolus

## Répartition
Amérique centrale et Amérique du Sud.